# Ewa Błaszczyk

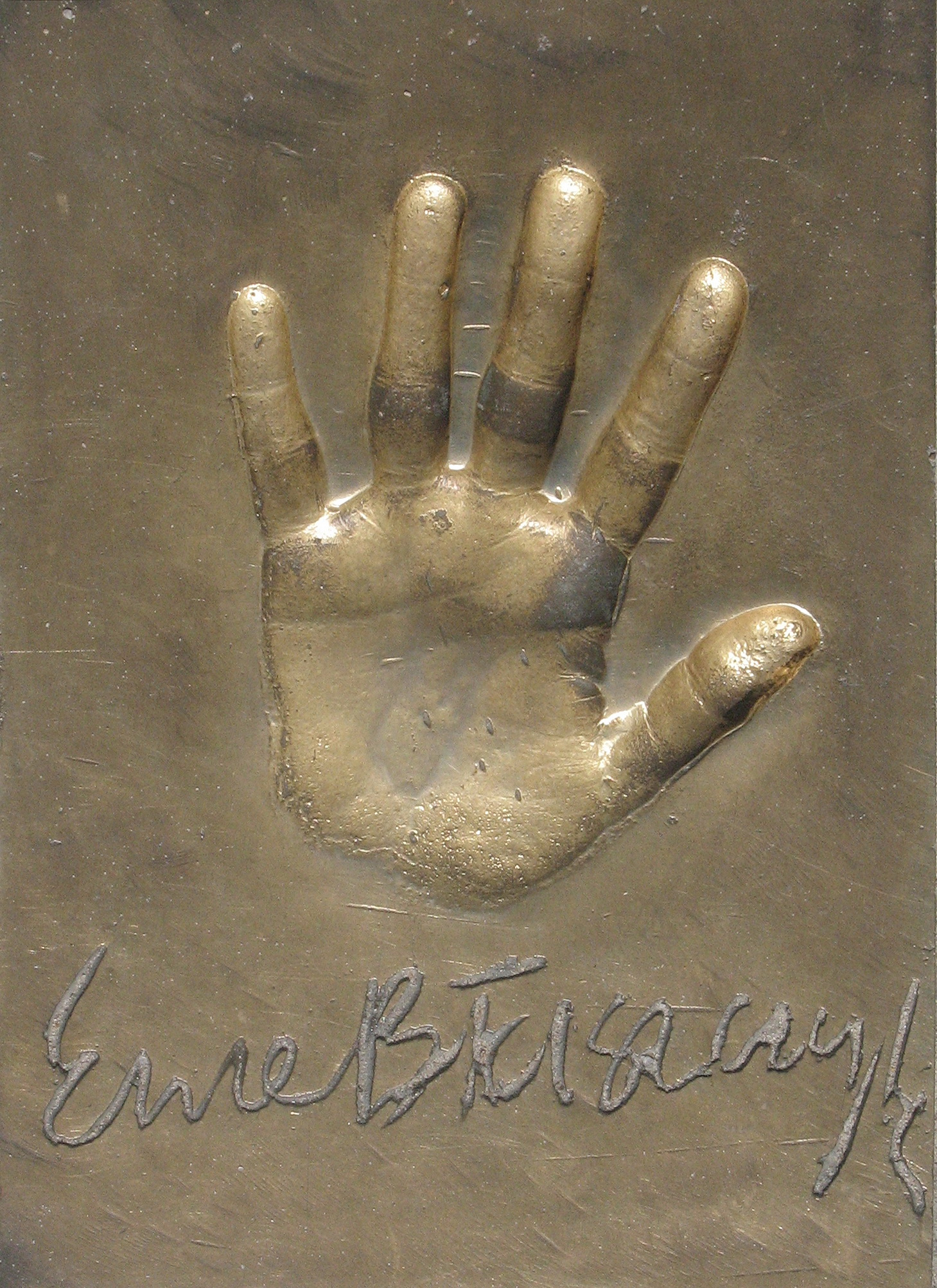
Odcisk dłoni i podpis E. Błaszczyk w Alei Gwiazd w Międzyzdrojach

Ewa Błaszczyk-Janczarska (ur. 15 października 1955 w Warszawie) – polska aktorka teatralna i filmowa, piosenkarka, działaczka społeczna i charytatywna.

## Życiorys
Jest córką Klementyny z Golińskich (1930-2022) i Jana Błaszczyków (1928-2018). Miała starszego brata Romana (1953-2022). Będąc uczennicą Szkoły Podstawowej nr 171 w Warszawie, przez kilka lat trenowała pływanie, zdobyła m.in. wicemistrzostwo Polski juniorów w konkurencji 200 m stylem grzbietowym. Podczas nauki w XI Liceum Ogólnokształcącym im. Mikołaja Reja w Warszawie w tym okresie przez krótki czas uprawiała pływanie synchroniczne i wystąpiła m.in. w teledyskach Andrzeja Rosiewicza i Jerzego Połomskiego. W 1978 ukończyła studia na PWST w Warszawie, broniąc dyplom rolą Ilzy w Przebudzeniu wiosny Franka Wedekinda.
Jeszcze podczas studiów nawiązała współpracę z Jerzym Satanowskim, który uczył ją śpiewać i opracowywał z nią piosenki oraz zaangażował do swoich muzycznych projektów; m.in. zaśpiewała w koncertach „Nie żałuję” zorganizowanych po śmierci Agnieszki Osieckiej. Po studiach została aktorką Teatru Współczesnego w Warszawie. Występowała także w innych, stołecznych teatrach: Małym (m.in. jako Julia w sztuce Romeo i Julia w 1980), Powszechnym, Ateneum (m.in. jako Polly w Operze za trzy grosze na początku lat 80.) i Teatrze na Woli oraz w Teatrze Wielkim w Poznaniu, gdzie w 1978 zagrała główną rolę w oratorium Joanna d’Arc na stosie w reż. Ryszarda Peryta. Poza tym brała udział w przeglądach piosenki aktorskiej we Wrocławiu i występowała w Kabarecie pod Egidą. Wtedy też zagrała swoje pierwsze recitale z piosenkami Agnieszki Osieckiej, Jonasza Kofty i Jacka Janczarskiego.
W 1981 zaczęła występować w roli komunistki Zoi w serialu Dom, co przyniosło jej dużą rozpoznawalność wśród telewidzów. W 1985 za rolę Klary w filmie Wiesława Saniewskiego Nadzór otrzymała Brązowe Lwy Gdańskie na 10. Festiwalu Polskich Filmów Fabularnych. Rozczarowana sytuacją polityczną w Polsce, w połowie lat 80. wyjechała do Wiednia, potem mieszkała także w Niemczech, gdzie występowała w filmach niemieckojęzycznych, m.in. jako pani reżyser w filmie Made in West Germany (1991). W 1986 wykreowała postać Kasi Pióreckiej w serialu Zmiennicy, który zapewnił jej największą popularność w Polsce. Za rolę w tym serialu odebrała Wiktora dla najpopularniejszej aktorki Telewizji Polskiej.
Występowała w kabarecie Jana Pietrzaka oraz w Rodzinie Poszepszyńskich. W 1988 zagrała Hannę Nycz w dramacie Krzysztofa Kieślowskiego Dekalog IX, pojawiła się też w roli Heni Stahl, nazistowskiej fotografki i reżyserki w filmie Istvána Szabó Hanussen. W 1991 zagrała Dolores w monodramie Tabu w reż. Jerzego Markuszewskiego dla Teatru Telewizji. W 1992 wskutek upadku podczas jazdy na wrotkach złamała nogę, a po operacji musiała podjąć wielomiesięczną rehabilitację, wskutek czego zmuszona była zawiesić działalność zawodową na prawie rok. W 1994 została etatową aktorką Teatru Studio w Warszawie. W 2000 wystąpiła w spektaklu Zachodnie wybrzeże na festiwalu w Budapeszcie oraz zagrała w filmie Janusza Kijowskiego Kameleon, którego scenariusz współtworzył Jacek Janczarski. W 2003 powróciła do działalności aktorskiej po śmierci męża i wypadku córki rolą Pauliny w Mewie Antona Czechowa w reż. Zbigniewa Brzozy. W 2004 zadebiutowała w roli Meszulach w Dybuku w reż. Krzysztofa Warlikowskiego na scenie Théâtre des Bouffes du Nord w Paryżu, a pod koniec roku premierę na scenie Teatru Studio miała sztuka Więź w reż. Zbigniewa Brzozy, w której zagrała Fay, kobietę odsiadującą wyrok dożywotniego pozbawienia wolności za morderstwo męża. W 2006 zaczęła występować z recitalem I poczucie szczęścia... nawet gdy wichura z piosenkami m.in. Agnieszki Osieckiej i Jacka Kleyffa, a nakładem wydawnictwa Znak wydała książkę autobiograficzną Wejść tam nie można, będącą zapisem rozmów z Krystyną Strączek; publikacja doczekała się wznowienia w 2016, uzupełnionego o kolejne rozmowy.
Od listopada 2008 przez kolejne trzy lata występowała w monodramie Rok magicznego myślenia, za który w 2010 otrzymała Nagrodę Wojewody Dolnośląskiego na 44. Międzynarodowych Wrocławskich Spotkaniach Teatrów Jednego Aktora. Również w 2010 nakładem wydawnictwa Edycja Świętego Pawła wydała książkę-album Wszystko jest takie kruche, będący zapisem rozmowy z Izabelą Górnicką-Zdziech, a także pojawiła się w roli Czesławy Oknińskiej w filmie Mistyfikacja. W lutym 2012 zadebiutowała w roli Barbary Weston w spektaklu Sierpień: Oklahoma, Hrabstwo Osage Tracy’ego Lettsa w reż. Grzegorza Brala. W styczniu 2015 premierowo zaprezentowała recital Pozwól mi spróbować jeszcze raz, zawierający m.in. utwory Kleyffa, Stanisława Soyki, Dżemu i Marleny Dietrich. W 2016 zagrała ciotkę Agatę w filmie Mariusza Paleja Za niebieskimi drzwiami.

## Życie prywatne
Była związana z reżyserem Jackiem Bromskim. 13 grudnia 1986 poślubiła pisarza i dramaturga Jacka Janczarskiego. 2 stycznia 1994 urodziły im się córki-bliźniaczki, Marianna i Aleksandra. Ich małżeństwo trwało ponad 13 lat, gdyż w 2000 roku Jacek Janczarski zmarł na tętniaka aorty. 11 maja 2000 Aleksandra straciła przytomność wskutek zakrztuszenia się tabletką i od tamtej pory pozostaje w śpiączce, wcześniej zdiagnozowano u niej stan wegetatywny i spastyczny niedowład czterokończynowy. W lutym 2001 Błaszczyk po raz pierwszy publicznie opowiedziała o chorobie córki, by nagłośnić problem śpiączki w Polsce.
W 2005 była członkinią Honorowego Komitetu Poparcia Lecha Kaczyńskiego w wyborach prezydenckich.

### Fundacja Ewy Błaszczyk

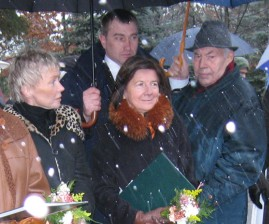
Ewa Błaszczyk i Maria Kaczyńska, wmurowanie kamienia węgielnego pod Klinikę „Budzik” (Warszawa, 26 listopada 2007)

W 2002 wraz z księdzem Wojciechem Drozdowiczem założyła fundację „Akogo?”, działającą na rzecz dzieci wymagających rehabilitacji po ciężkich urazach neurologicznych. Jednym z jej celów było wybudowanie Kliniki Neurorehabilitacyjnej „Budzik” przy Centrum Zdrowia Dziecka, będącej pierwszą w Polsce kliniką dla dzieci po ciężkich urazach mózgu. Otwarcie kliniki miało miejsce 7 grudnia 2012.

## Filmografia
- 1976: Dźwig jako córka Dyląga
- 1977: Polskie drogi jako Hanka, córka Poraja (odc. 10)
- 1978: 07 zgłoś się jako milicjantka Zosia (odc. 5)
- 1979: Godzina „W” jako Teresa
- 1980, 1997, 2000: Dom jako Zoja Furman, najpierw działaczka ZWM, następnie kierownik Wydziału Propagandy KW PZPR, a później dyrektor Zjednoczenia Przemysłu Motoryzacyjnego
- 1980: Alicja jako gość na przyjęciu
- 1981: Wierne blizny jako Lenka, była narzeczona Madejskiego
- 1982: Wigilia ’81 jako Anna
- 1982: Jeśli się odnajdziemy jako Agnieszka, opiekunka dzieci z domu dziecka
- 1982: Bluszcz jako Marta, przyjaciółka Kingi
- 1983: Stan wewnętrzny jako kobieta przeszukiwana na ulicy
- 1983: Nadzór jako Klara Małosz
- 1984: Powinowactwo jako Lucyna Siematycka
- 1985: Sezon na bażanty jako Anna, była żona Kaczmarka
- 1985: Rośliny trujące jako pracownica ogrodu botanicznego
- 1986: Zmiennicy jako Kasia Piórecka
- 1987: Hanussen jako Henni Stahl
- 1988: Schön war die Zeit jako Ewa
- 1988: Kornblumenblau jako komendantowa
- 1988: Hanussen jako Heni Stahl
- 1988: Ein Sohn aus gutem Hause jako baronowa D’Adorno
- 1988: Dotknięci jako piosenkarka Maria, kochanka Jana
- 1988: Dekalog IX jako Hanna Nycz
- 1988: Crimen jako Elżka Błudnicka, siostra Tomasza
- 1991: Ene... due... like... fake... jako lalka
- 1993: Obcy musi fruwać jako Regina
- 1995: Pokuszenie jako strażniczka
- 1995: Nic śmiesznego jako Beata, żona Adama
- 1997: Sposób na Alcybiadesa jako Luba Orłowa, nauczycielka z Otwocka (odc. 2 i 3)
- 1997: Boża podszewka jako nauczycielka Niusia
- 1998: Spona jako Luba Orłowa, dyrektorka szkoły w Otwocku
- 1999: Ja, Malinowski jako Patrycja Oziębło
- 2000: Koniec świata u Nowaków jako notariusz
- 2000–2001: Miasteczko jako wieśniaczka
- 2000–2001: Adam i Ewa jako Jola, właścicielka night clubu „Pulp Fiction”, matka Jacka
- 2001: Kameleon (serial) jako Lena, żona Kamelskiego
- 2001: Kameleon jako Lena, żona Kamelskiego
- 2002–2004: Samo życie jako Elżbieta Rowicka
- 2003: Na dobre i na złe jako Krystyna Głębocka, dyrektor szpitala w Radziejowie
- 2005: Boża podszewka II jako Niusia Jurewicz, żona Bogdana (odc. 3)
- 2006: Bezmiar sprawiedliwości jako ławniczka Maria
- 2006: Bezmiar sprawiedliwości (serial) jako ławniczka Maria
- 2010: Mistyfikacja jako Czesława Oknińska, partnerka Witkacego
- 2011: Unia serc (odc. 7)
- 2013: Ojciec Mateusz jako Izabela Rytel (odc. 133)
- 2013: Lekarze jako żona Nurowskiego (odc. 30)
- 2014: Sąsiady jako sąsiadka
- 2016: Za niebieskimi drzwiami jako Agata, ciotka Łukasza
- 2016: Planeta singli jako Oktawia, szefowa stacji telewizyjnej
- 2017: PolandJa jako matka Artura
- 2018: Pod powierzchnią jako Wanda, mama Marty (odc. 3)
- 2018: Fuga jako gospodyni programu telewizyjnego
- 2018: 1983 jako Maria Gierowska, babcia Kajetana
- 2024: Niepewność jako Magdalena Bojanowska, matka Antoniny Gorzeńskiej i Konstancji Łubieńskiej (odc. 2-5)

Źródło: Filmpolski.pl

## Dubbing
- 1981–1982: Dixie – Samochodzik Dixie
- 1990: Mów mi Rockefeller – Aneta Malinowska
- 1990: Mleczna droga – Śmierć

## Dyskografia
- Ewa Błaszczyk – P.Z. „Tesco” – kaseta 1989,
- Ewa Błaszczyk – „Fotografie” – MiL – kaseta 1992,
- Ewa Błaszczyk – MIL – kaseta – 1992 (reedycja nagrań wydanych w 1989),
- Ewa Błaszczyk – „Tam, gdzie nic widać oczu” – Sony Music 1998,
- Ewa Błaszczyk – „Nie żałuję” – MiL (CD) – 1999 (cyfrowa reedycja nagrań z kasety „Fotografie” plus dodatkowe nagrania),
- Ewa Błaszczyk – „Nerwica w granicach normy” – MiL (CD) – 2000 (cyfrowa reedycja nagrań wydanych w 1989),
- Ewa Błaszczyk – Album 1 (dwupłytowe wydanie, zawierające dwa albumy: „Nie żałuję” i „Nerwica w granicach normy”) – Studio A1 (2CD) – 2006,
- Ewa Błaszczyk – Moja kolekcja (CD – kompilacja piosenek z albumów: „Nerwica w granicach normy”, „Nie żałuję” oraz „Tam, gdzie nie widać oczu”) – Warner Music '2007.
- Ewa Błaszczyk – „Nawet, gdy wichura” (DVD i CD) – Wydawnictwo Agora '2008.

## Odznaczenia i nagrody
- Wiktor (1988)

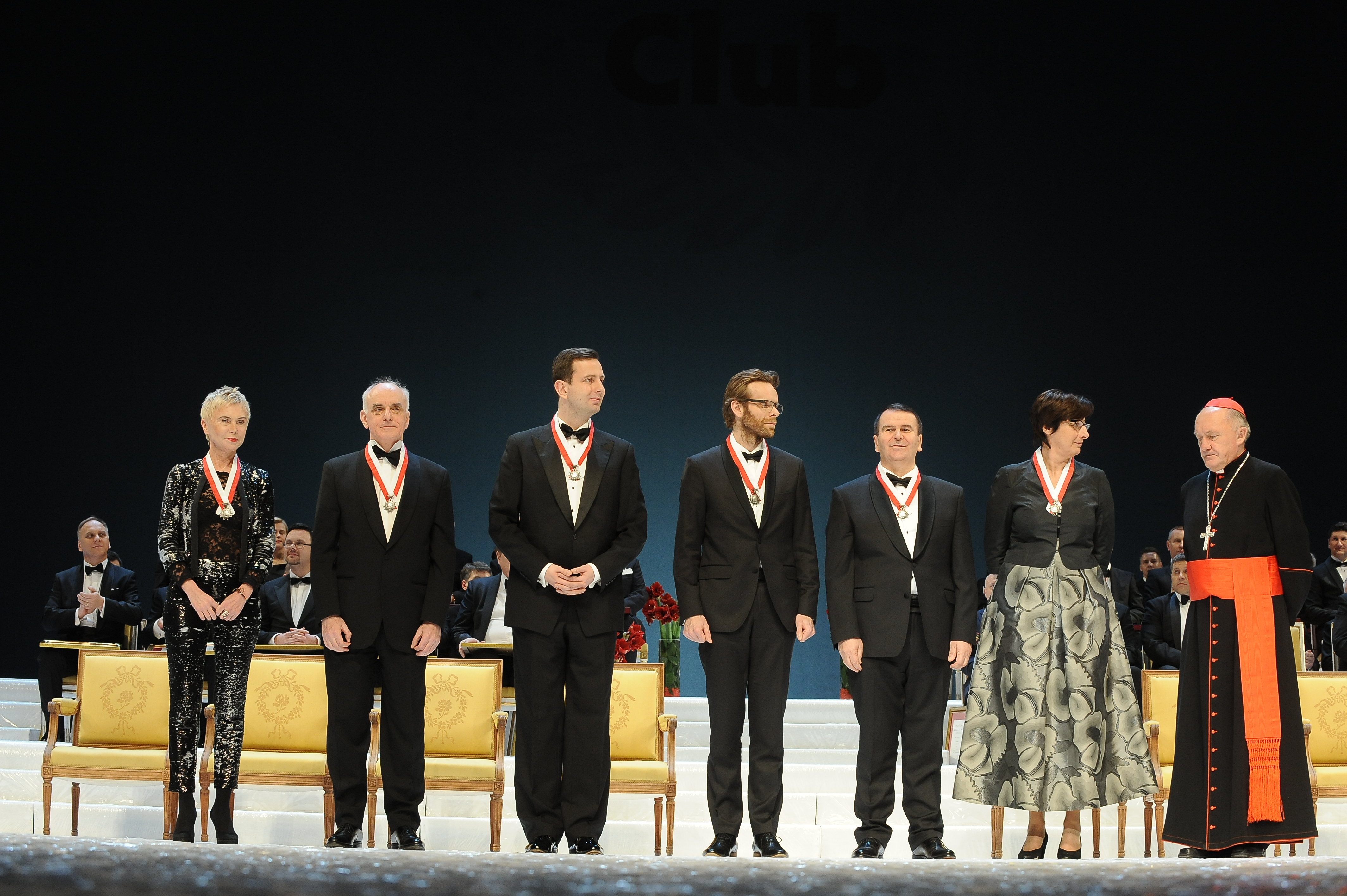
Uroczystość wręczenia Medalu Solidarności Społecznej na Wielkiej Gali Liderów Polskiego Biznesu BCC w 2015 roku. Od lewej: Ewa Błaszczyk, Bruno Duthoit, Władysław Kosiniak-Kamysz, Jacek Migrała, Dariusz Sapiński, Irena Wóycicka, Ksiądz Kardynał Kazimierz Nycz

- „Trudny temat do zgryzienia” („Orzech”)
- Medal Świętego Brata Alberta (2006)[39]
- Polka Roku (2006)
- Order Uśmiechu (2007)
- Nagroda im. Stefana Treugutta (2007)[40]
- Order Ecce Homo (2007)
- Ambasador Polskiej Pediatrii (2008)
- Europejczyk roku (2008)
- Krzyż Kawalerski Orderu Odrodzenia Polski (2012)[41]
- Srebrny Medal „Zasłużony Kulturze Gloria Artis” (2014)[42][42].
- Medal Solidarności Społecznej (2015)
- Medal „Milito Pro Christo” (2017)[43]
- Medal „Serce Ziemi” (2014)[44]
- Odznaka Honorowa za Zasługi dla Ochrony Praw Dziecka (2018)[45]
- Krzyż Komandorski Orderu Odrodzenia Polski (2021)[46]
- Nagroda na FPFF w Gdyni Najlepsza pierwszoplanowa rola kobieca: 1985: Nadzór
- Doroczna Nagroda Ministra Kultury i Dziedzictwa Narodowego (2022)[47]
- Medal Stulecia Odzyskanej Niepodległości (2023)[48]